# Hydroporus tatianae
Hydroporus tatianae är en skalbaggsart som beskrevs av Hans Fery och Pyotr N.Petrov 2006. Hydroporus tatianae ingår i släktet Hydroporus och familjen dykare. Inga underarter finns listade i Catalogue of Life.